# Castro de Leceia
O Castro de Leceia, também designado por Povoado calcolítico de Leceia ou Estação Eneolítica de Leceia, é um antigo povoado habitado durante aproximadamente 1000 anos, entre o final do Neolítico e durante todo o Calcolítico, localizado em Leceia, Barcarena (Oeiras).
Do povoado fazem parte as Grutas do Carrascal e o castro posteriormente construído, sendo uma das estações arqueológicas mais importantes de Portugal. Tem uma área construída que ocupa cerca de 10 000 m2, da qual se avista a Ribeira de Barcarena.[carece de fontes?]
Desde 1963 que está classificado como Imóvel de Interesse Público.

## Cronologia

### Neolítico Final (3200-2800 a.C.)
Estabelecimento da população nas Grutas do Carrascal.

### Calcolítico Inicial (2800-2600 a.C.)
Chegada de migrantes que trouxeram a Cultura Castreja, construção do Castro e apogeu demográfico, chegado a ter entre 200 e 300 habitantes. Havia um apreciável desenvolvimento de uma economia agro-pastoril, embora fizessem recoleção de marisco na Ribeira de Barcarena (na altura um rio). A estrutura defensiva foi posteriormente reforçada, revelando um período de Instabilidade social.

### Calcolítico Pleno (2600-2300 a.C.)
Apesar do declínio demográfico e da estrutura defensiva, o povoado atinge o máximo florescimento económico. Contemporâneos da Cultura Campaniforme e com uma economia Agro-pastoril muito bem sucedida.
O Castro de Leceia é abandonado com o início da Idade do Bronze.

## Escavações e Descobertas
As escavações aqui realizadas revelado estruturas habitacionais e defensivas, assim como numerosos artefactos. Foi escavado em 1914 por Leite de Vasconcellos e presentemente continua objecto de escavações. Entre os artefactos encontrados destacam-se as pontas de seta, lâmina de foice, lâminas e raspadores executados em sílex, mós, machados, enxós, escopro, percutores, bem como anzóis de cobre. Levando a perceber que as principais actividades do povoado seriam a agricultura, a pesca e a produção têxtil. Mais tarde também a cerâmica e a metalúrgica.
Na Fábrica da Pólvora está exposta a maqueta deste povoado, assim como os objetos nele encontrados, explicando o dia a dia do Castro de Leceia, desde as suas estruturas habitacionais e organizacionais, aos seus cultos e ritos.

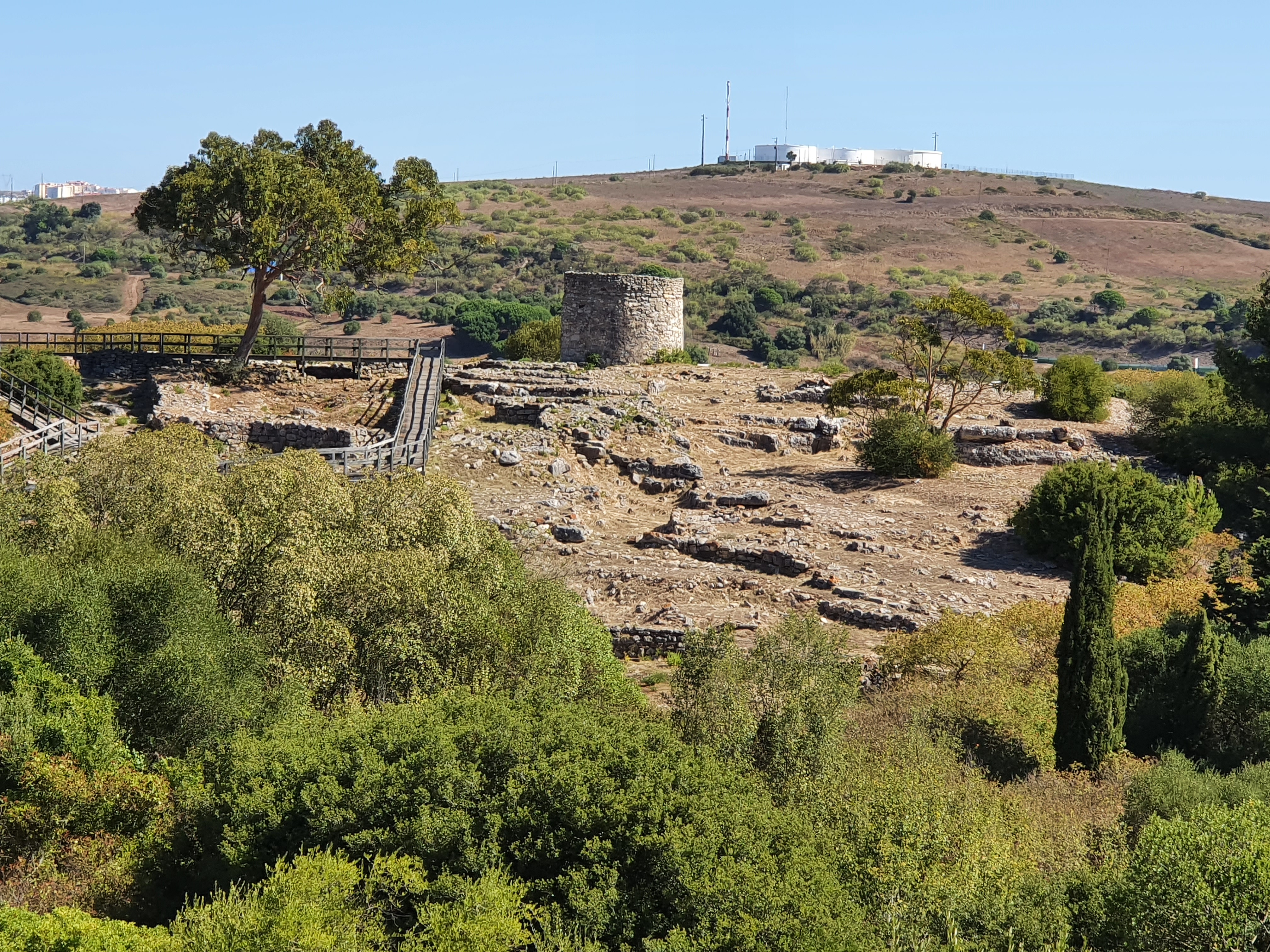
Povoado calcolítico de Leceia